# Phare de Hvanney
Le phare Hvanney est un phare qui marque l'entrée du Hornafjörður dans la région d'Austurland.